# Hohenzollern-Hechingen
Hohenzollern-Hechingen var ett territorium som var del av det  Tysk-romerska riket och var Huset Hohenzollerns arvsland. Hechingen var dess residensstad. Det förekom redan på 1000-talet som Grevskapet Zollern, från 1218 under namnet Grevskapet Hohenzollern, därefter med i stort sett oförändrat territorium sedan 1576 som Grevskapet Hohenzollern-Hechingen och från 1623 till 1850 som riksfurstendöme.

## Historia

### Grevliga släkten Zollern under medeltiden

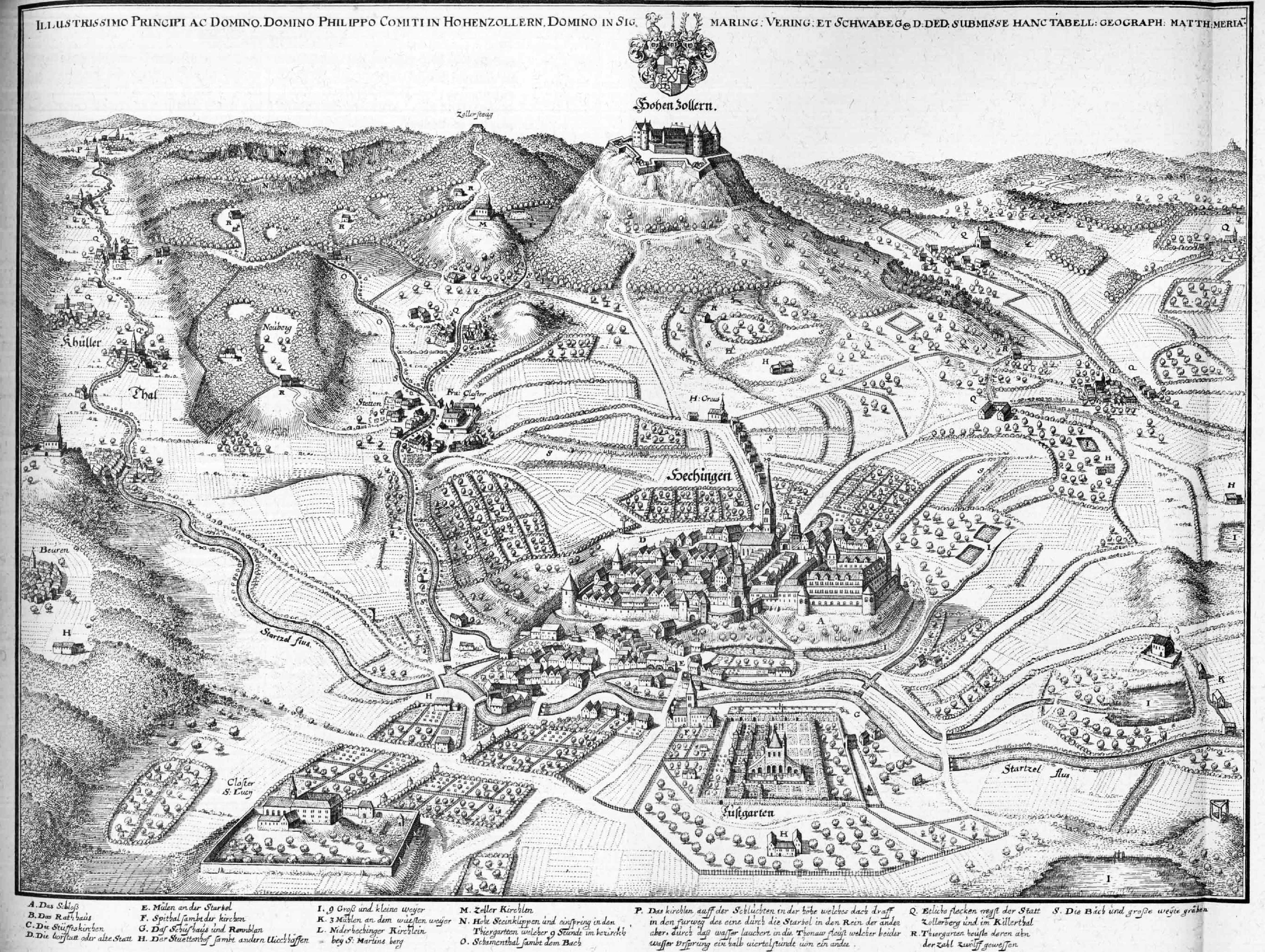
Burg Hohenzollern med Hechingen, kopparstick av Merian, omkring 1650

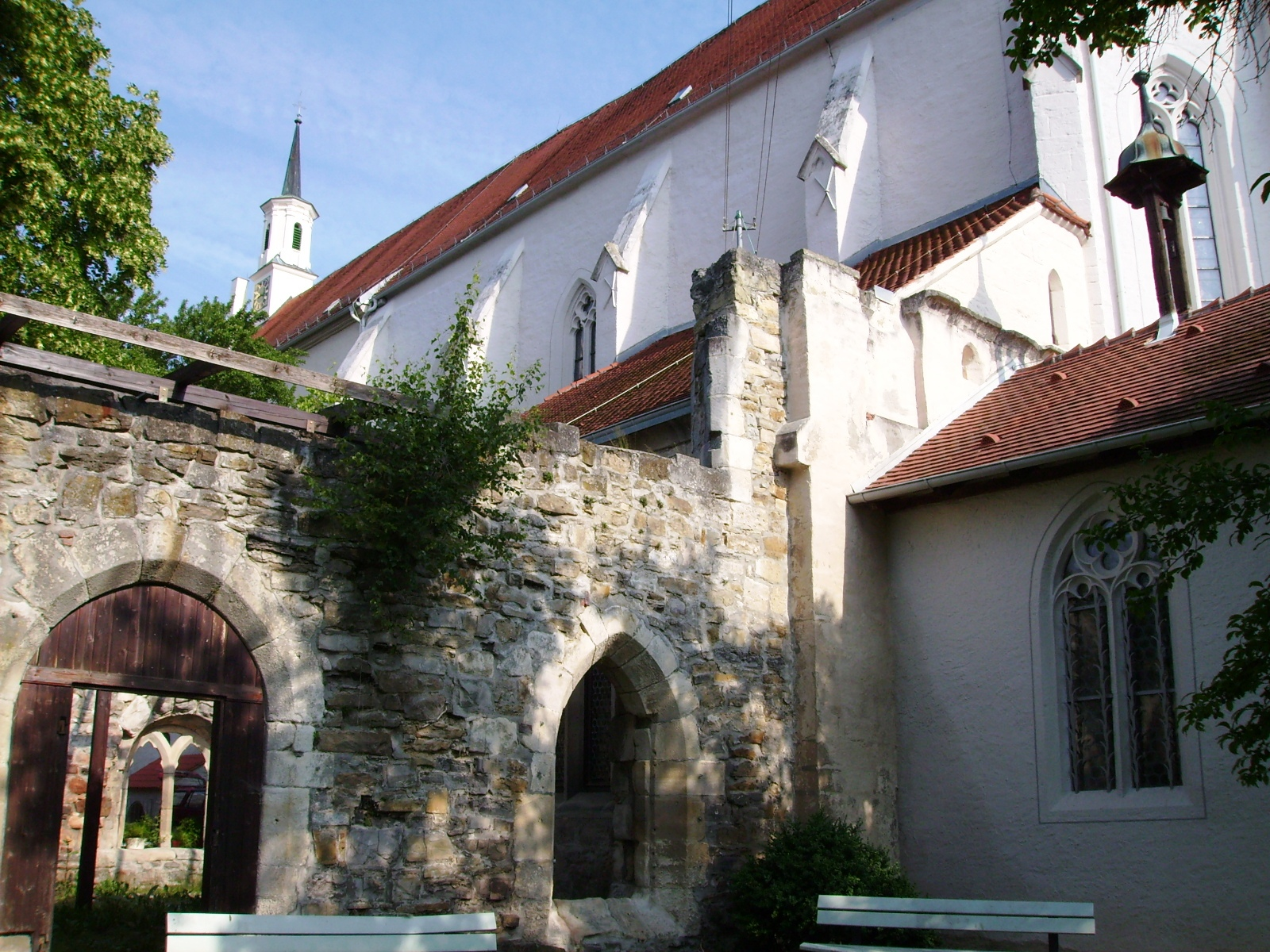
Klosterkirche Hechingen-Stetten, Zollerngrevarnas släktgrav

Zollern-ätten är en av de äldsta och mest betydelsefulla av de schwabiska högadelsätterna. Namnet härleds ur Söller, vilket betyder Höhe (höjd) och syftar på det 855 meter höga kägelformiga borgberget utanför Hechingen, där Zollernsläkten har sitt säte. Släkten, som troligen härstammade ur det schwabiska hertighuset Burchardinger, uppträder på 1000-talet som grevar. År 1061 omnämns de för första gången i Bertholds krönika från Reichenauklostret. Adalbert av Zollern var delaktig i klostret Alpirsbachs grundade år 1095.
Fredrik III av Zollern var en trogen följeslagare till Hohenstaufen-kejsarna Fredrik I (Barbarossa) och Henrik VI och äktade Sofia av Raabs år 1185, dotter till borggreven av Nürnberg Konrad II av Raabs. Han hade högt anseende i kejsarens råd. Efter hans svärfader dött utan att efterlämna någon manlig avkomma fick Fredrik 1191 borggrevskapet Nürnberg i förläning av kejsaren. Från och med nu kallade han sig Fredrik I av Nürnberg-Zollern. Därefter används även släktnamnet Hohenzollern. Hans söner delade upp egendomarna mellan sig. Den äldre sonen, Konrad I av Nürnberg-Zollern, erhöll 1218 borggrevskapet Nürnberg av sin yngre broder i ett utbyte och grundade Hohenzollernättens frankiska linje, varur den brandenburg-preussiska härstammade; den yngre brodern, greve Fredrik IV av Hohenzollern, förde den schwabiska linjen vidare.
Den som ville framstå som adlig i det medeltida Tyskland behövde en borg, en marknadsplats, en släktgrav och möjligheten att kunna ge sina ogifta döttrar husrum. Klostret Alpirsbach låg för långt från Hechingen för att kunna komma på frågan som gravplats. Den 9 januari 1267 upphöjdes förty klostret Stetten nedanför den gamla Zollern-borgen till ättens kloster och gravplats genom en donation av greve Fredrik V (dem Erlauchten) och hans välbärgade maka Uodelhilt von Dillingen. I två århundraden tjänade klosterkyrkan sedan som gravplats för grevarna av Hohenzollern. Grundaren Fredrik V var den förste att gravläggas där (1289).
Adelssläkten Schenken von Stauffenberg var på 1200-talet Zollern-grevarnas munskänkar. En Schenk, som kan härledas ur Mundschenk (munskänk), var ursprungligen anförtrodd att ha uppsikt över hovets vinkällare och vingårdar. Från slutet av medeltiden var denna ärvda titel inte längre förbunden med någon funktion.

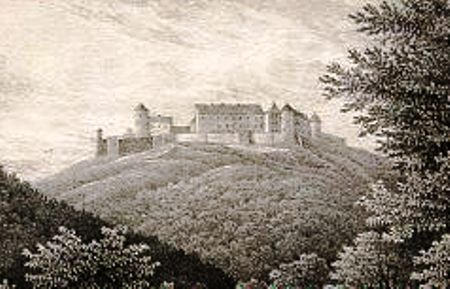
Den andra Hohenzollernborgen, byggd av greve Jost Niklaus I.

Hohenzollerngrevarna fick snart betydande ekonomiska problem. Greve Eberhard II av Württemberg förvärvade 1388 deras pant över staden Hechingen. Zollerngrevarna förband sig under de följande sex åren att vara hans anhängare och att öppna staden och borgen för honom. Fredrik XII, der Öttinger kallad, sålde 1415 alla sina egendomar i Württemberg. Detta räckte emellertid inte för att tillfredsställa hans fordringsägare. Den högt ansedda hovrätten (Hofgericht) i Rottweil förklarade honom därför fredlös. De brandenburgska släktingarnas medlingsförsök misslyckades. De schwabiska riksstäderna och grevinnan Henriette av Württemberg verkställde 1423 domen genom att erövra och förstöra Hohenzollern-borgen. Efter att ha släppts ur fångenskap dog Fredrik under en resa till Heliga landet, som han företagit tillsammans med sin broder. Och brodern Eitel Fredrik I pantsatte sina andelar i grevskapet i Württemberg och avsade sig i Gröninger Vertrag 1429 arvsrätten till Württemberg, ifall han icke finge en son. 1433 blev han som 50-åring far till sin arvinge Jost Niklaus I, och fram till sin död år 1439 lyckades han, att vinna tillbaka hälften av sina besittningar. Greve Jost Niklaus I lyckades 1454 få kejsarens tillåtelse att återuppbygga borgen, vilket det schwabiska stadsförbundet var motståndare till. Han fick ekonomiskt stöd för detta av markgreve Albrecht Achilles av Brandenburg. Dessutom löste han in arvsavtalet med Württemberg. Han blev 1488 den siste zollerngreven att gravläggas i Stettens kloster. Därefter användes kollegiatkyrkan i Hechingen för detta ändamål.

### Anschlusstill Preussen

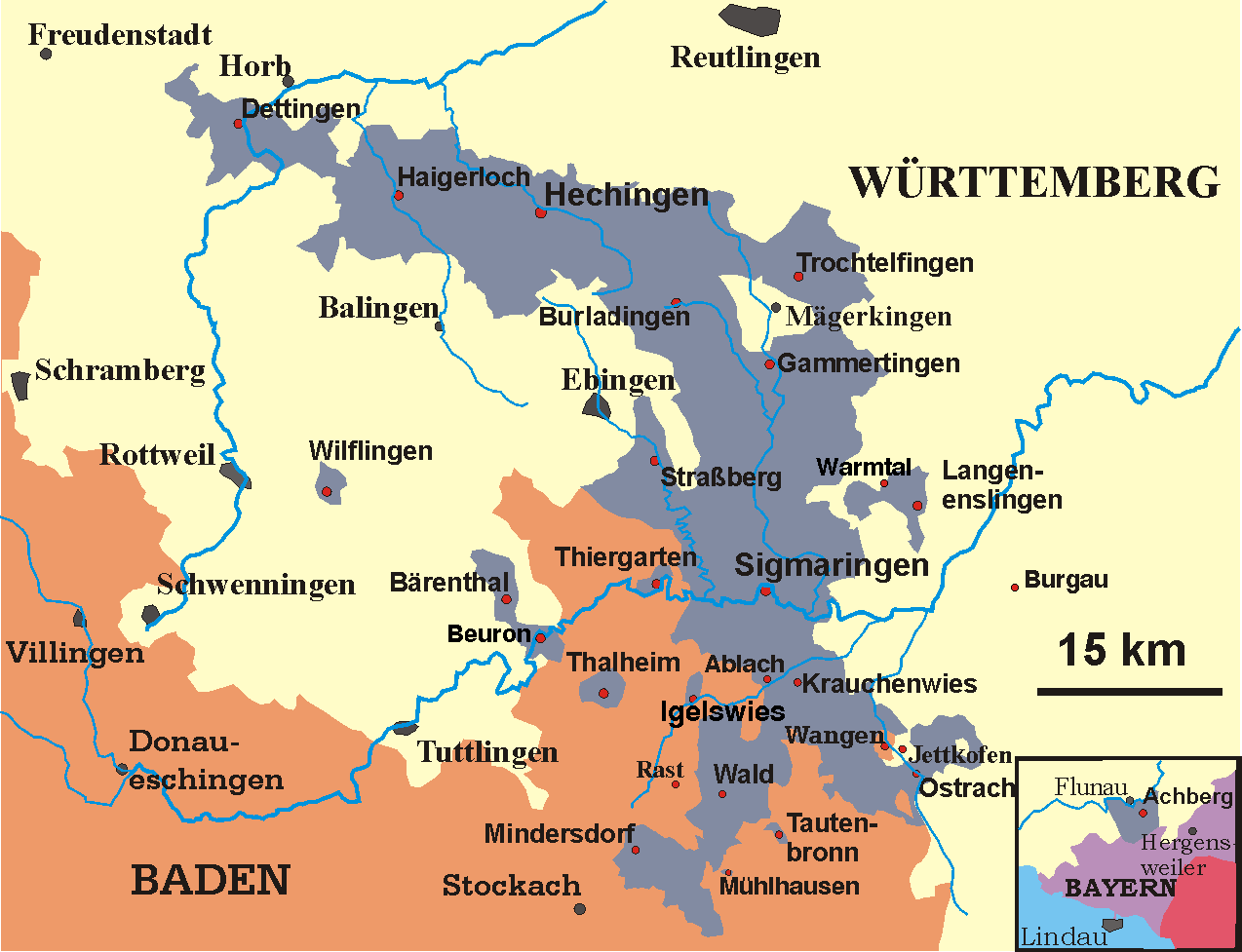
Regierungsbezirk Sigmaringen efter 1850

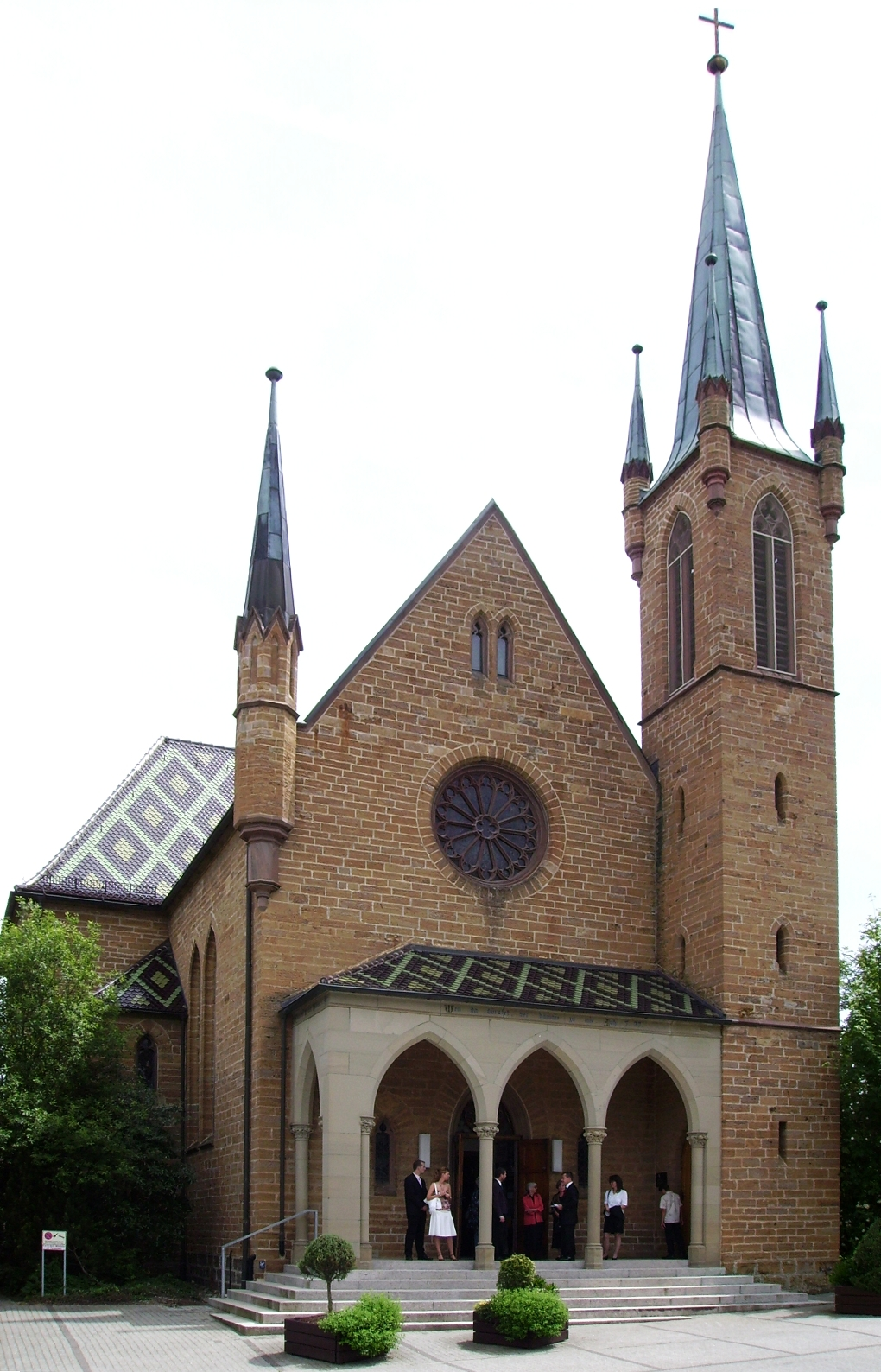
Sankt Johannes-kyrkan i Hechingen, byggd efter kung Fredrik Vilhelm IV:s direktiv.

Marsoroligheterna 1848 ledde till författningen av den 16 maj 1848. En landsrepresentation bestående av 15 ledamöter bildades. Detta var ”landets enda legitima organ, med önskan om att låta regenterna uppnå detsamma och att förhandla med regeringen.” Ganska snabbt uppstod stridigheter mellan folkrepresentationen och regeringen. Den 6 augusti 1848 marscherade preussiska trupper in och ockuperade Hechingen.
1850 föll Hohenzollern-Hechingen genom att den regeringströtte siste fursten Konstantin överlät furstendömet till Preussen. För detta tillkom två fördrag. Statsfördraget med Preussen inbegrep avsägande av suveräniteten till den preussiska kronan. Släktfördraget med Huset Sigmaringen reglerade överlåtelsen av besittningarna och egendomarna i furstendömet med alla tillgångar och skulder. I gengäld erhöll furst Konstantin dubbel livränta av Preussen och Huset Sigmaringen. Statsavtalet med Preussen undertecknades den 7 december 1849 och antogs av den preussiska lantdagen den 12 januari 1850. Det ratificerades i Berlin den 20 februari 1850. Det preussiska övertagandet i Hechingen skedde den 8 april 1850. Från och med den dagen var det förutvarande furstendömet del av det preussiska Regierungsbezirk Sigmaringen, som också kallas Hohenzollernsche Lande. Kung Fredrik Vilhelm IV bröt den 23 augusti 1851 trohetseden (Erbhuldigung) och drev energiskt återuppbyggandet av Hohenzollern-borgen. För de nytillkomna preussiska ämbetsmännen och soldaterna uppfördes 1857 den protestantiska kyrkan St. Johannes in Hechingen. Borgen blev högtidligen invigd av kung Vilhelm I, sedermera tysk kejsare, den 3 oktober 1867. Med furst Konstantin, som hade dragit sig tillbaka till sina schlesiska besittningar, dog linjen Hechinger Hohenzollern ut utan manlig avkomma den 3 september 1869.

## Regenter
1. Burchard I von Zollern († 1061)

Barn:
- Friedrich I Graf von Zollern (* före 1085; † 1114 / 1115 / före 1125/ efter 1139)
- Burchard II von Zollern

2. Friedrich I Graf von Zollern; kallad Maute (* före 1085; † 1114 / 1115 / före 1125 / efter 1139)

Fader: Burchard I von Zollern († 1061)

Äktenskap 1: Udalhild von Urach († 11 april (ca 1134))

Barn:
- Friedrich II Graf von Zollern und Hohenberg (* före 1125; † 1142 / efter 1145)
- Burkhard II Graf von Zollern-Hohenberg († ca 1154)
- Gottfried Graf von Zollern-Zimmern (* före 1134; † [1156, 1160])
- Adalbert von Zollern († 18 juni (före 1150))
- Ulrich von Zollern († 1135/1136)
- Hemma von Zollern († efter 1152)
- Luitgard von Zollern († 27 maj (efter 1150))
- ? von Zollern
- Egino Graf von Zollern († efter 1134)
- Udilhild ? Gräfin von Zollern († 4 november (före 1150))

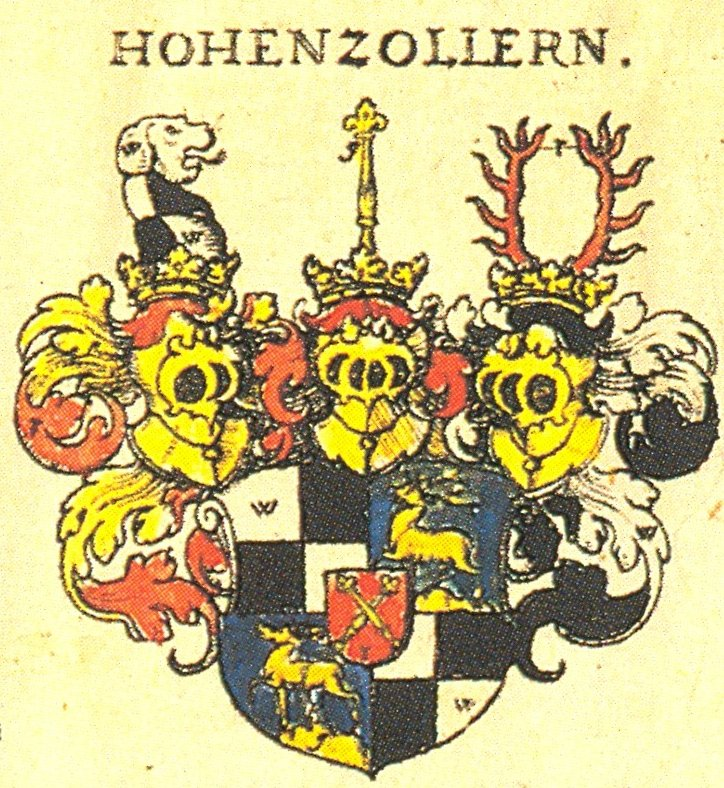
Grevliga släkten Hohenzollerns vapen 1605

3. Friedrich II Graf von Zollern und Hohenberg (* före 1125; † 1142/ efter 1145)

Fader: Friedrich I Graf von Zollern (* före 1085; † 1114 / 1115 / före 1125/ efter 1139)

Moder: Udalhild von Urach († 11 april (omkr 1134))

Barn:
- Berthold von Zollern († efter 22 maj 1194)
- Friedrich III (I) Graf von Zollern Burggraf von Nürnberg (* före 1171; † efter den 1 oktober 1200)

4. Friedrich III (I) Graf von Zollern und Burggraf von Nürnberg (* före 1171; † efter den 1 oktober 1200)

Fader: Friedrich II Graf von Zollern und Hohenberg (* före 1125; † 1142 / efter 1145)

Äktenskap 1: Sophia Gräfin von Raabs († efter 1218 / efter 1204 ?)

Barn:
- Adelheid ? von Zollern († efter 1232)
- Conrad I (III) Graf von Zollern Burggraf von Nürnberg (* omkr 1186; † [24 augusti 1260, 10 mars 1261])
- Friedrich IV (II) Graf von Zollern Burggraf von Nürnberg (* omkr 1188; † [1251, 1255])
- Elisabeth von Zollern († 14 november 1255)

5. Friedrich IV (II) Graf von Zollern und Burggraf von Nürnberg; förde vidare den schwabiska grenen vidare i ett utbyte med den äldre brodern Conrad (* 1188; † [1251, 1255])

Fader: Friedrich III (I) Graf von Zollern Burggraf von Nürnberg (* före 1171; † efter den 1 oktober 1200)

Moder: Sophia Gräfin von Raabs († efter 1218/ efter 1204)

Äktenskap 1: Elisabeth von Abensberg

Barn:
- Friedrich V Graf von Zollern (* före den 2 april 1228; † 24 maj 1289, Burg Hohenzollern)
- Sophia von Zollern († 28 april [1260,1270])
- ? von Zollern (* före 2 april 1228; † ?)

6. Friedrich V Graf von Zollern (* före den 2 april 1228; † 24 maj 1289, Burg Hohenzollern)

Fader: Friedrich IV (II) Graf von Zollern Burggraf von Nürnberg (* omkr 1188; † [1251,1255])

Moder: Elisabeth von Abensberg

Äktenskap 1: Udilhild von Dillingen († 12 maj (efter 1289))

Barn:
- Friedrich VI Graf von Zollern (* före 8 oktober 1226; † 4 maj (1297/1298))
- Friedrich von Zollern (* före den 8 oktober 1266; † 24 februari (efter 1306))
- Adelheid von Zollern († efter 31 mars 1302)
- Wilburg von Zollern († 21 juni (efter 1300))
- Friedrich I Graf von Zollern-Schalksburg (* före den 8 oktober 1266; † [17 maj 1302, 12 april 1303] / 1304 / 1309)

7. Friedrich VI Graf von Zollern (* 8 oktober 1226; † 4 maj 1297/1298)

Fader: Friedrich V Graf von Zollern (* före den 2 april 1228; † 24 maj 1289, Burg Hohenzollern)

Moder: Udilhild von Dillingen († 12 maj (efter 1289))

Äktenskap 1: Kunigunde von Baden († 22 juli 1310)

Barn:
- Friedrich VII Graf von Zollern († 3 maj (omkr 1309))
- Friedrich VIII Graf von Zollern († 1 februari 1333)
- Friedrich Graf von Zollern Herr zu Hainburg (* före 1298; † 15 december [1356, 1361])
- Kunigunde Gräfin von Zollern († 10 augusti [1381, 1383])
- Sophia Gräfin von Zollern († 13 april (efter 1300))

8. Friedrich VII Graf von Zollern († 3 maj (omkr 1309))

Fader: Friedrich VI Graf von Zollern (* 8 oktober 1226; † 4 maj (1297 / 1298))

Moder: Kunigunde von Baden († 22 juli 1310)

Äktenskap 1: Euphemia von Hohenberg († 14 juni 1333)

Barn:
- Fritzli I Graf von Zollern († efter den 10 april 1313)
- Albrecht Graf von Zollern († efter den 22 december 1320)

9. Friedrich VIII Graf von Zollern, kallad Ostertag – ’Påskdag’ († 1 februari 1333)

Fader: Friedrich VI Graf von Zollern (* före den 8 oktober 1226; † 4 maj 1297 / 1298)

Moder: Kunigunde von Baden († 22 juli 1310)

Barn:
- Fritzli II Graf von Zollern († före den 16 mars 1339)
- Friedrich IX Graf von Hohenzollern (* 1333; † före den 1 mars 1379)
- Friedrich Graf von Hohenzollern († 16 december [1365, 1368])
- Friedrich von Zollern (* före 1327; † 1 augusti 1400)

10. Friedrich IX Graf von Hohenzollern (* 1333; † före den 1 mars 1379)

Fader: Friedrich VIII Graf von Zollern († 1 februari 1333)

Äktenskap 1: Adelheid von Hohenberg-Wildberg († 9 november (efter 1385))

Barn:
- Friedrich X Graf von Hohenzollern († 24 juni 1412)
- Friedrich Graf von Hohenzollern († [8 januari 1407, 16 februari 1410])
- Adelheid Gräfin von Hohenzollern († efter den 16 december 1415)
- Anna Gräfin von Hohenzollern († 28 oktober (före den 10 november 1418))
- Sophie von Hohenzollern († 28 mars (efter den 10 november 1418))

11. Friedrich X Graf von Hohenzollern († 24 juni 1412)

Fader: Friedrich IX Graf von Hohenzollern (* 1333; † före den 1 mars 1379)

Moder: Adelheid von Hohenberg-Wildberg († 9 november (efter 1385))

Äktenskap 1: Anna Gräfin von Hohenberg-Wildberg († 1421, Reuthin)
12. Friedrich XI Graf von Hohenzollern, kallad den äldre (* 1368; † 26 november 1401)

Fader: Friedrich Graf von Hohenzollern († 16 december [1365, 1368])

Moder: Margarete von Hohenberg-Wildberg († 28 januari (efter 1343))

Äktenskap 1: Adelheid Gräfin von Fürstenberg († 19 mars 1413)

Barn:
- Friedrich XII Graf von Hohenzollern (* före 1401; † 30 september 1443; 11000278)
- Eitel Friedrich I Graf von Hohenzollern (* omkr 1384; † 21/30 september 1439/1443)
- Friedrich III Bischof von Konstanz († 30 juli 1438, Gottlieben)
- Friedrich Graf von Hohenzollern († före 1410)
- Anna von Hohenzollern-Hechingen († 28 oktober (före 1418))
- Friedrich Graf von Hohenzollern (före 1402; † före 26 juli 1413)
- Carl Friedrich Graf von Hohenzollern († 1400 ?)

13. Friedrich XII Graf von Hohenzollern, kallad der Öttinger, regerade i konflikt med sin broder (* före 1401; † 30 september 1443)

Fader: Friedrich XI Graf von Hohenzollern (* före 1368; † 26 november 1401)

Moder: Adelheid Gräfin von Fürstenberg († 19 mars 1413)

Äktenskap 1: Anna Gräfin von Sulz († [1438, 1440])
14. Eitel Friedrich I Graf von Hohenzollern (* omkr 1384; † 21/30 september 1439/1443)

Fader: Friedrich XI Graf von Hohenzollern (* före 1368; † 26 november 1401)

Moder: Adelheid Gräfin von Fürstenberg († 19 mars 1413)

Äktenskap 1: Ursula von Rhäzüns († 17 februari 1477)

Barn:
- Jost Niklaus I Graf von Hohenzollern (* 1433; † 9 februari 1488, Burg Hohenzollern)
- Heinrich Graf von Hohenzollern (* [1434, 8 september 1436]; † 1458 ?)
- Adelheid von Hohenzollern († 8 februari 1502)

15. Jost Niklaus I Graf von Hohenzollern (* 1433; † 9 februari 1488, Burg Hohenzollern)

Fader: Eitel Friedrich I Graf von Hohenzollern (* omkr 1384; † 21/30 september 1439/1443)

Moder: Ursula von Rhäzüns († 17 februari 1477)

Äktenskap 1: (1448, Sigmaringen): Agnes Gräfin von Werdenberg (* 1434; † 13 december 1467)

Barn:
- Friedrich II Bischof von Augsburg (* 1451; † 8 mars 1505)
- Eitel Friedrich II von Hohenzollern (* 1452; † 18 juni 1512, Trier)
- Friedrich Eitel Friedrich Graf von Hohenzollern († 27 juni 1490, vid Montfort)
- Friedrich Albrecht Graf von Hohenzollern († 16 juli 1483, vid Utrecht)
- Friedrich Johann von Hohenzollern († 28 november 1484, vid Dendremonde)
- Helene von Hohenzollern († 11 november 1514, Wurzach)

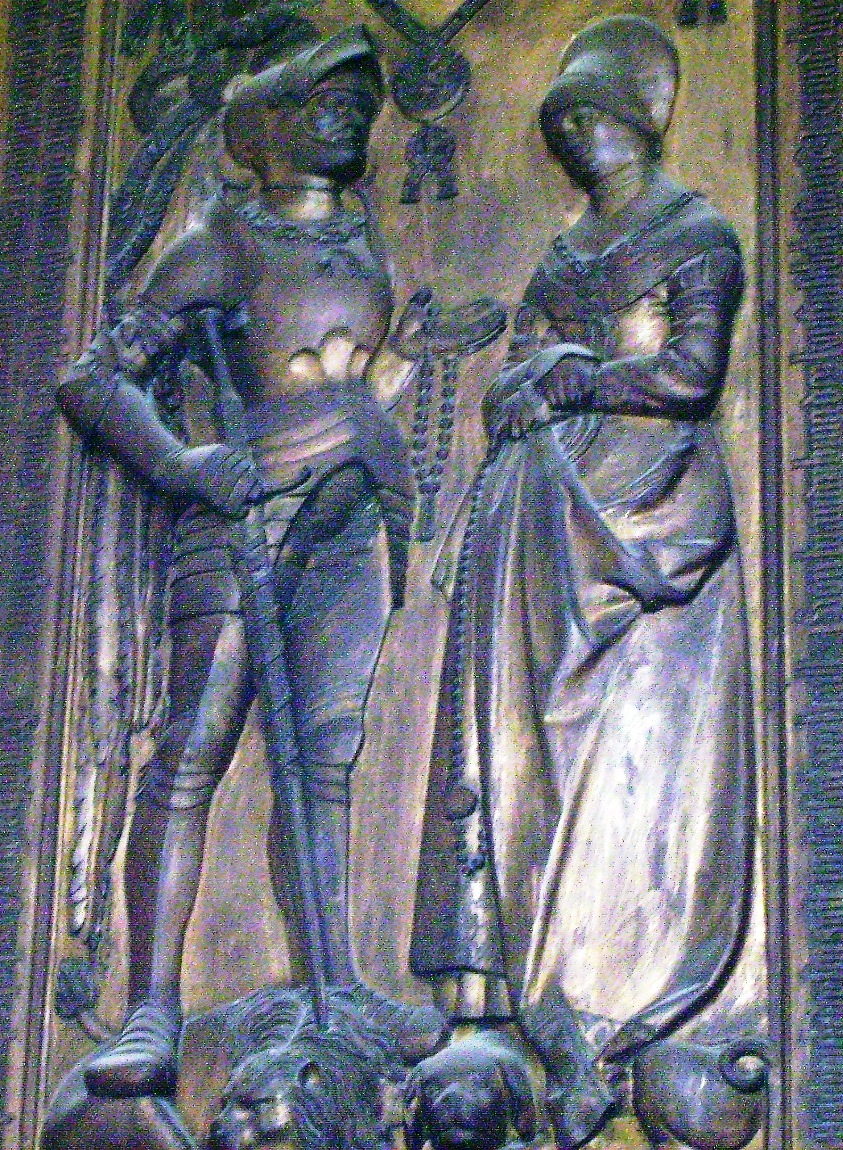
Eitel Friedrich II och hans gemål, gravvård i Stiftskirche (Hechingen)

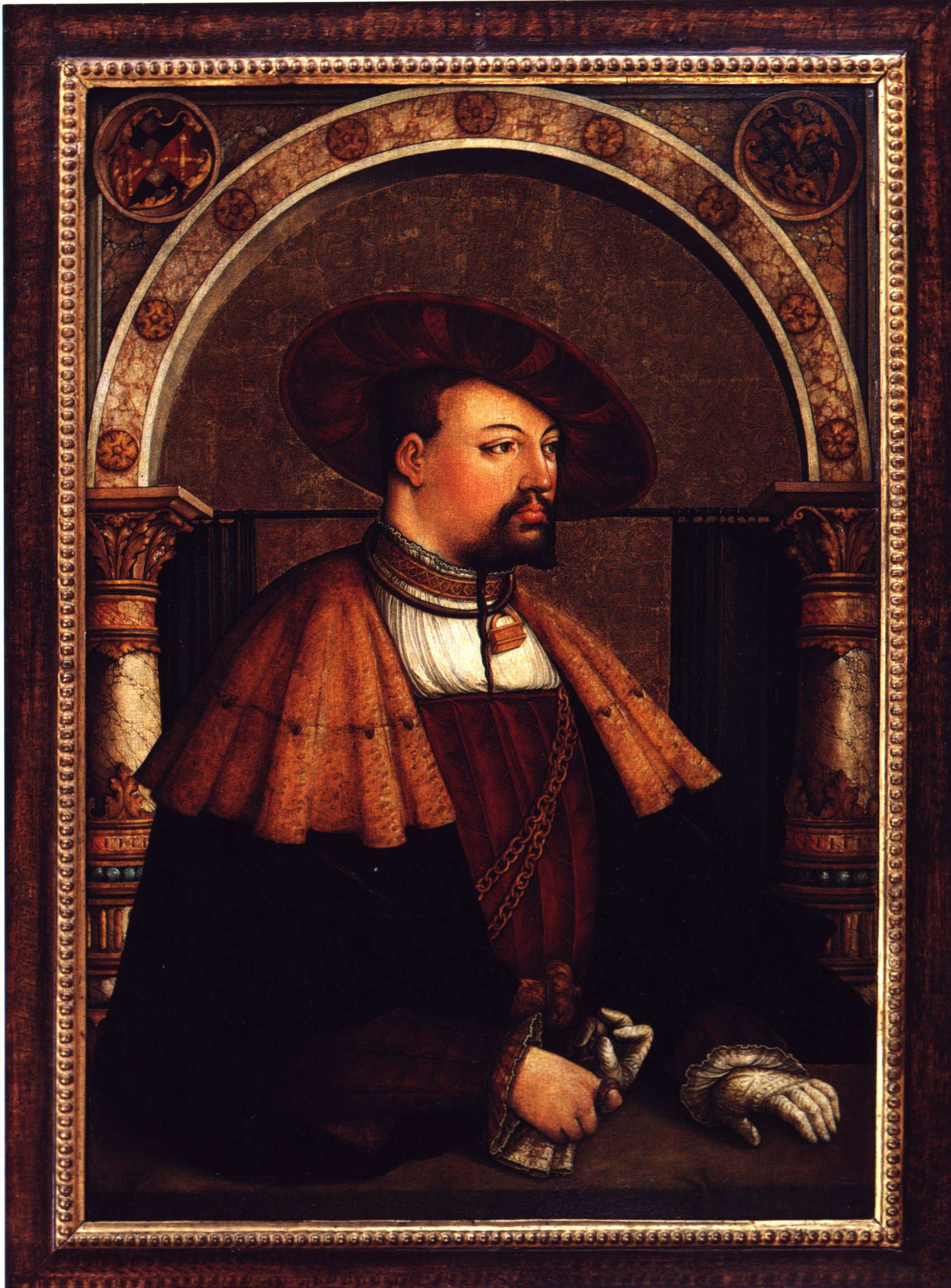
Eitel Friedrich III

16. Eitel Friedrich II von Hohenzollern (* 1452,† 18 juni 1512, Trier)

Fader: Jost Niklaus I Graf von Hohenzollern (* 1433; † 9 februari 1488, Burg Hohenzollern)

Moder: Agnes Gräfin von Werdenberg (* 1434; † 13 december 1467)

Äktenskap 1: (17 februari 1482, Berlin): Magdalena von Brandenburg (* 1460, Tangermünde ?; † 17 juni 1496, Burg Hohenzollern)

Barn:
- Franz Wolfgang Graf von Hohenzollern (* 1483/1484; † 16 juni 1517, Hechingen)
- Wandelberta Gräfin von Hohenzollern (* omkr 1484; † efter 1551, Pforzheim ?)
- Joachim Graf von Hohenzollern (* 1485; † 2 februari 1538, Hechingen)
- Maria Salome von Hohenzollern (* 1 maj 1488; † 4 augusti 1548)
- 3 Söhne von Hohenzollern ([1488, 1494]; † ?)
- 2 Töchter von Hohenzollern ([1488, 1494]; † ?)
- Eitel Friedrich III Graf von Hohenzollern (* 1494; † 15 januari 1525, Pavia)
- Anna von Hohenzollern (* 1496; † 1510)

17. Eitel Friedrich III Graf von Hohenzollern (* 1494; † 15 januari 1525, Pavia)

Fader: Eitel Friedrich II von Hohenzollern (* 1452; † 18 juni 1512, Trier)

Moder: Magdalena von Brandenburg (* 1460, Tangermünde ?; † 17 juni 1496, Burg Hohenzollern)

Äktenskap 1: Johanna von Witthem († 1536)

Barn:
- Karl I Graf von Hohenzollern (* 1516, Bryssel; † 8 mars 1576, Sigmaringen)
- Ferfried von Hohenzollern
- Anna von Hohenzollern († efter den 3 november 1544)
- Eitel Friedrich von Hohenzollern († 15 juli 1544, vid St. Dizier/Frankrike)
- Margaretha von Hohenzollern
- Felix Friedrich von Hohenzollern († 30 januari 1550, Sigmaringen)
- Johanna von Hohenzollern († 23 juni (efter 1550), Burg Hohenzollern)

18. Karl I. Graf von Hohenzollern, delade grevskapet åt sina tre söner (* 1516, Bryssel; † 8 mars 1576, Sigmaringen)

Fader: Eitel Friedrich III Graf von Hohenzollern (* 1494; † 15 januari 1525, Pavia)

Moder: Johanna von Witthem († 1536)

Äktenskap 1: (11 februari 1537, Pforzheim ?): Anna von Baden-Durlach (* April 1512; † 1579)

Barn:
- Ferfried von Hohenzollern (* 28 maj 1538, Sigmaringen; † 14 juli 1556, Freiburg)
- Maria Gräfin von Hohenzollern (* 28 augusti 1544; † 13 december 1611, Landsberg)
- Eitel Friedrich I (IV) Graf von Hohenzollern-Hechingen (* 7 september 1545, Sigmaringen; † 16 januari 1605, Hechingen)
- Karl II. Graf von Hohenzollern-Sigmaringen (* 22 januari 1547; † 8 april 1606, Sigmaringen)
- Johanna von Hohenzollern (* 23 juni 1543; † 22 februari 1604, Wallerstein)
- Maria Jakoba Gräfin von Hohenzollern (* (25/27). juli 1549, Sigmaringen; † 1578)
- Leonore Gräfin von Hohenzollern (* 15 februari 1551; † efter oktober / November 1598)
- Christoph Graf von Hohenzollern-Haigerloch (* 20 mars 1552; † 21 april 1592, Schloss Haigerloch)
- Magdalena von Hohenzollern (* 17 april 1553; † efter november / juni 1571/1580 ?)
- Joachim Graf zu Zollern (* 21 juni 1554, Sigmaringen; † 7 juli 1587, Cölln an der Spree)
- Christina von Hohenzollern (* 27 oktober 1555; † 155?)
- Amalie von Hohenzollern (* 18 januari 1557; † 1603)
- Kunigunde von Hohenzollern (* 10 september 1558; † 1595)

19. Eitel Friedrich I (IV) Graf von Hohenzollern-Hechingen (* 7 september 1545, Sigmaringen; † 16 januari 1605, Hechingen)

Fader: Karl I Graf von Hohenzollern (* 1516, Bryssel; † 8 mars 1576, Sigmaringen)

Moder: Anna von Baden-Durlach (* April 1512; † 1579)

Äktenskap 1: (22 juni 1568 ?, Sigmaringen): Veronika Gräfin von Ortenburg († 23 mars 1573)

Äktenskap 2: (14 november 1574, Meßkirch): Sibylla von Zimmern (* 8 januari / Oktober 1558; † 8 januari / Oktober 1599)

Barn:
- Graf Ernst von Hohenzollern-Hechingen (* 1575; † ?)
- Johann Georg Graf und Fürst zu Hohenzollern (* 1577; † 28 september 1623, Hechingen)
- Gräfin Maximilana von Hohenzollern-Hechingen (* 2 februari 1580, Hechingen; † 24 juli 1633, Hechingen)
- Gräfin Johanna von Hohenzollern-Hechingen (* 1581, Hechingen; † 26 april 1634)

Äktenskap 3: Johanna Gräfin von Eberstein in Neu-Eberstein († [22 april 1633, 22 september 1637], Ranshofen)
20. Johann Georg Graf und Fürst zu Hohenzollern (* 1577; † 28 september 1623, Hechingen)

Fader: Eitel Friedrich I (IV) Graf von Hohenzollern-Hechingen (* 7 september 1545, Sigmaringen; † 16 januari 1605, Hechingen)

Moder: Sibylla von Zimmern (* 8.Januar/Oktober.1558; † 8.Januar/Oktober. 1599)

Äktenskap 1: (11 oktober 1598, Hechingen): Franziska Wild- und Rheingräfin zu Salm-Neufville (* omkr 1580; † 14 december 1619)

Barn:
- Karl Graf von Hohenzollern-Hechingen (* 1599; † 1599)
- Sibylla Gräfin von Hohenzollern-Hechingen († 8 augusti 1621, Scheiden)
- Eitel Friedrich II (V) Fürst zu Hohenzollern (* januari 1601; † 11 juli 1661, Issenheim (Isenheim), Alsace)
- Franziska Katharina Gräfin von Hohenzollern-Hechingen (* 1598 ?; † 16 juni 1665, Hohenems)
- Johann Friedrich Graf von Hohenzollern-Hechingen (* 1602; † 1602)
- Anna Maria Gräfin von Hohenzollern-Hechingen (* 8 september 1603; † 23 augusti 1652, Düsseldorf)
- Georg Friedrich Graf von Hohenzollern-Hechingen († 1633, vid Uttenweiler)
- Maria Domina Gräfin von Hohenzollern-Hechingen († 1616, Prag)
- Catharina Ursula Gräfin von Hohenzollern-Hechingen (* omkr 1610; † 2 juni 1640)
- Maria Renata Gräfin von Hohenzollern-Hechingen († 12 januari 1637, Konstanz)
- Maximiliane Waldburga Gräfin von Hohenzollern-Hechingen (* 1595; † 10 april 1639, Wien)
- Leopold Friedrich Graf von Hohenzollern-Hechingen († 19 juni 1659, Köln)
- Maria Anna Gräfin von Hohenzollern-Hechingen (* 1614; † 7 mars 1670, Albi (Tarn))
- Philipp Friedrich Christoph Fürst von Hohenzollern-Hechingen (* 24 juni 1616, Hechingen; † 13/24 januari 1671, Hechingen)
- ? von Hohenzollern-Hechingen (* 1 december 1619, Hechingen; † december 1619, Hechingen)

21. Eitel Friedrich II (V) Fürst zu Hohenzollern (* januari 1601; † 11 juli 1661, Issenheim (Isenheim), Alsace)

Fader: Johann Georg Graf und Fürst zu Hohenzollern (* 1577; † 28 september 1623, Hechingen)

Moder: Franziska Wild- und Rheingräfin zu Salm-Neufville (* omkr 1580; † 14 december 1619)

Äktenskap 1: (19 mars 1630, Bautersen): Elisabeth Maria Gräfin von ’s Heerenberg Marquise de Bergen op Zoom (* januari 1613, Stevensweert; † 29 oktober 1671, Bergen op Zoom)

Barn:
- Graf ? von Hohenzollern-Hechingen (* 8 april 1632; † 8 april 1632, Hedel)
- Maria Franziska Henriette Gräfin von Hohenzollern-Hechingen (* 1642; † 17 oktober 1698, Bergen op Zoom)

22. Philipp Friedrich Christoph Fürst von Hohenzollern-Hechingen (* 24 juni 1616, Hechingen; † 13/24 januari 1671, Hechingen)

Fader: Johann Georg Graf und Fürst zu Hohenzollern (* 1577; † 28 september 1623, Hechingen)

Moder: Franziska Wild- und Rheingräfin zu Salm-Neufville (* omkr 1580; † 14 december 1619)

Äktenskap 1: (12 november 1662, Baden-Baden): Maria Sidonia Markgräfin von Baden-Rodemachern (* 1635; † 15 augusti 1686, Hechingen)

Barn:
- Friedrich Wilhelm I Fürst zu Hohenzollern (* 20 september 1663, Schloss Hechingen; † 14 november 1735, Schloss Hechingen)
- Hermann Friedrich Graf zu Hohenzollern (* 11 januari 1665, Schloss Hechingen; † 23 januari 1733, Freiburg im Breisgau)
- Leopold Karl Friedrich Graf von Hohenzollern-Hechingen (* 11 februari 1666, Schloss Hechingen; † 18 juli 1684, vid Budapest)
- Philipp Friedrich Meinrad Graf von Hohenzollern-Hechingen (* 9 februari 1667, Schloss Hechingen; † 18 juli 1684, Schloss Hechingen)
- Maria Margaretha Gräfin von Hohenzollern-Hechingen (* 22 maj 1668, Schloss Hechingen; † ?)
- Karl Ferdinand Friedrich Dominikus Graf von Hohenzollern-Hechingen (* 5 augusti 1669; † 5 augusti 1669, Schloss Hechingen)
- Maria Margaretha Sidonia Gräfin von Hohenzollern-Hechingen (* 26 april 1670, Schloss Hechingen; † 20 april 1687, Straßburg)
- Franz Leopold Joachim Graf von Hohenzollern-Hechingen (* 25 april 1671; † 25 april 1671, Schloss Hechingen)

23. Friedrich Wilhelm I Fürst zu Hohenzollern (* 20 september 1663, Schloss Hechingen; † 14 november 1735, Schloss Hechingen)

Fader: Philipp Friedrich Christoph Fürst von Hohenzollern-Hechingen (* 24 juni 1616, Hechingen; † 13/24 januari 1671, Hechingen)

Moder: Maria Sidonia Markgräfin von Baden-Rodemachern (* 1635; † 15 augusti 1686, Hechingen)

Äktenskap 1: (22 juni 1687, Wien): Maria Leopoldine Ludovika Gräfin von Sinzendorf (* 11 april 1666; † 18 maj 1709, Wien)

Barn:
- Friedrich Ludwig Fürst zu Hohenzollern (* 1 september 1688, Straßburg; † 4 juni 1750, Schloss Lindich utanför Hechingen)
- Prinzessin Ludovica Friederike Ernestine von Hohenzollern-Hechingen (* 7 januari 1690, Ulm; † 21 oktober 1720, Steyr)
- Charlotte Gräfin von Hohenzollern-Hechingen (* 26 december 1692; † 26 december 1692)
- Christine Eberhardine Friederike Gräfin von Hohenzollern-Hechingen (* 3 mars 1695, Schloss Hechingen; † 2 december 1754, Wien)
- Friedrich Karl Graf von Hohenzollern-Hechingen (* januari 1697; † januari 1697)
- Sophie Johanna Friederike Gräfin von Hohenzollern-Hechingen (* 16 februari 1698, Hechingen; † 2 maj 1754, Münsterbilsen)

Äktenskap 2: (7 september 1710, Hechingen): Maximiliana Magdalena Antonia Freiin von Lützau (* 11 juli 1690; † 8 september 1755, Hechingen)

Barn:
- Eberhard Hermann Friedrich Graf von Hohenzollern-Hechingen (* 13 september 1711, Hechingen; † 10 oktober 1726, Hechingen)
- Marie Ludovika Maximiliane Gräfin von Hohenzollern-Hechingen (* 3 mars 1713, Hechingen; † 19 november 1743, Innsbruck)

24. Friedrich Ludwig Fürst zu Hohenzollern (* 1 september 1688, Straßburg; † 4 juni 1750, Schloss Lindich utanför Hechingen)

Fader: Friedrich Wilhelm I Fürst zu Hohenzollern (* 20 september 1663, Schloss Hechingen; † 14 november 1735, Schloss Hechingen)

Moder: Maria Leopoldine Ludovika Gräfin von Sinzendorf (* 11 april 1666; † 18 maj 1709, Wien)
25. Joseph Friedrich Wilhelm Franz Eugen Fürst zu Hohenzollern (* 12 november 1717, Bayreuth (döpt: 12 november 1717); † 9 april 1798, Hechingen

Fader: Hermann Friedrich Graf zu Hohenzollern (* 11 januari 1665, Schloss Hechingen; † 23 januari 1733, Freiburg im Breisgau)

Moder: Maria Josepha Theresia Gräfin zu Oettingen-Spielberg (* 19 september 1694, Oettingen; † 20/21 augusti 1778, Oettingen)

Äktenskap 1: (25 juni 1750, Wien): Maria Theresia Rosalia Prinzessin de Silva, Folch de Cardona, Eril et Borgia (* 4 september 1732, Wien; † 25 september 1750, Wien)

Äktenskap 2: (7 januari 1751, Hechingen): Maria Theresia Gräfin von Waldburg, Zeil (* 26 januari 1732, Immenstadt; † 17 januari 1802, Augsburg)

Barn:
- Meinrad Joseph Maria Friedrich Graf von Hohenzollern-Hechingen (* 9 oktober 1751, Hechingen; † 28 september 1752, Hechingen)
- Joseph Wilhelm Franz Graf von Hohenzollern-Hechingen (* 12 december 1752, Hechingen; † 7 juli 1754, Hechingen)
- Maria Crescentia Josepha Gräfin von Hohenzollern-Hechingen (* 4 september 1754, Hechingen; † 29 september 1754)
- Maria Theresia Josephine Karoline Gräfin von Hohenzollern-Hechingen (* 3 december 1756, Hechingen; † december 1756)
- Hieronymus Joseph Karl Erbgraf von Hohenzollern-Hechingen (* 18 april 1758, Hechingen; † 23 juni 1759, Hechingen)
- Maria Antonia Anna Gräfin von Hohenzollern-Hechingen (* 10 november 1760, Hechingen; † 25 juli 1797, Hechingen)

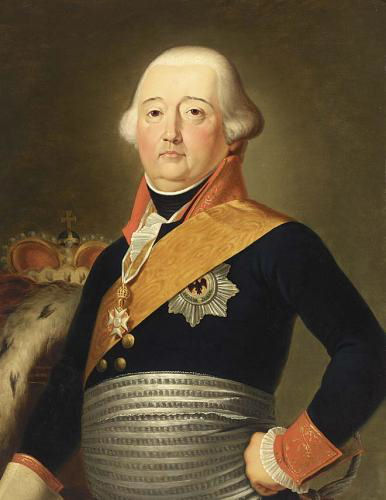
Hermann von Hohenzollern-Hechingen

26. Hermann Maria Friedrich Otto Fürst zu Hohenzollern-Hechingen (* 30 juli 1751, Lockenhaus, Burgenland; † 2 november 1810, Schloss Hechingen)

Fader: Franz Xaver Graf von Hohenzollern-Hechingen (* 18 juli 1720, Bayreuth; † 14 mars 1765, Mouffrin, Provinz Namur)

Moder: Anna Maria Bernhardina Gräfin von u. zu Hoensbroech (* 8 maj 1729, Geulle; † 26 september 1798, Schloss Geulle)

Äktenskap 1: (18 november 1773, Maastricht): Louise Julienne Constance Gräfin von Merode, Batenburg u. Oolen Marquise de Westerloo (* 28 september 1748, Merode; † 14 november 1774, Schloss Maastricht)

Barn:
- Prinzessin Luise Juliane Constantine von Hohenzollern-Hechingen (* 1 november 1774, Maastricht; † 7 maj 1846, Glogow (Glogau))

Äktenskap 2: (15 februari 1775, Bryssel): Maximilienne Albertine Jeanne Princesse de Gavre (* 30 november (1753/1755); † 6 augusti 1778, Bryssel)

Barn:
- Friedrich Hermann Otto Fürst zu Hohenzollern-Hechingen (* 22 juli 1776, Namur; † 13 september 1838, Schloss Lindich utanför Hechingen)

Äktenskap 3: (12 juni 1779, Dagstuhl): Maria Antonia Monika Gräfin von Waldburg-Zeil-Wurzach (* 6 juni 1753, Wurzach; † 25 oktober 1814, Wien)

Barn:
- Prinzessin Maria Antonia Philippina von Hohenzollern-Hechingen (* 8 februari 1781, Dagstuhl; † 25 december 1831, Den Haag)
- Maria Theresia Franziska Prinzessin von Hohenzollern-Hechingen (* 11 augusti 1784, Dagstuhl; † 6 september 1784, Dagstuhl)
- Maria Franziska Theresia Karoline Prinzessin von Hohenzollern-Hechingen (* 19 januari 1786, Dagstuhl; † 1810)
- Maria Maximiliane Antoinette Prinzessin von Hohenzollern-Hechingen (* 3 november 1787, Wadern; † 30 mars 1865, Baden utanför Wien)
- Josephine Prinzessin von Hohenzollern-Hechingen (* 14 maj 1791, Hechingen; † 25 mars 1856, Wien)

27. Friedrich Hermann Otto Fürst zu Hohenzollern-Hechingen (* 22 juli 1776, Namur; † 13 september 1838, Schloss Lindich utanför Hechingen

Fader: Hermann Maria Friedrich Otto Fürst zu Hohenzollern-Hechingen (* 30 juli 1751, Lockenhaus, Burgenland; † 2 november 1810, Schloss Hechingen)

Moder: Maximilienne Albertine Jeanne Princesse de Gavre (* 30 november (1753/1755); † 6 augusti 1778, Bryssel)

Äktenskap 1: (26 april 1800, Prag): Luise Pauline Maria Biron Prinzessin von Schlesien-Sagan (* 19 februari 1782, Jelgava (Mitau); † 8 januari 1845, Wien)

Barn:
- Friedrich Wilhelm II Constantin Fürst zu Hohenzollern-Hechingen (* 20 februari 1801, Schloss Sagan; † 3 september 1869, Schloss Polnisch Nettkow utanför Grünberg, Schlesien)

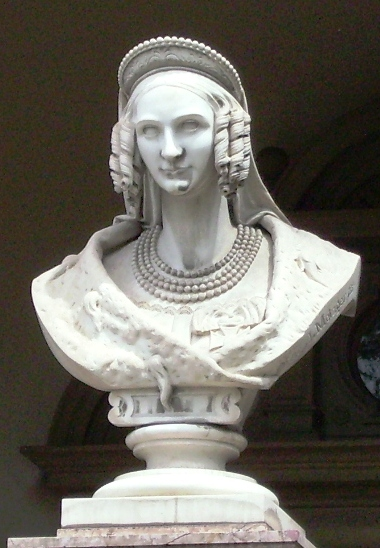
Furstinnan Eugénie

28. Friedrich Wilhelm II Constantin Fürst zu Hohenzollern-Hechingen, den siste fursten (* 20 februari 1801, Schloss Sagan; † 3 september 1869, Schloss Polnisch Nettkow utanför Grünberg, Schlesien

Fader: Friedrich Hermann Otto Fürst zu Hohenzollern-Hechingen (* 22 juli 1776, Namur; † 13 september 1838, Schloss Lindich utanför Hechingen)

Moder: Luise Pauline Maria Biron Prinzessin von Schlesien-Sagan (* 19 februari 1782, Jelgava (Mitau); † 8 januari 1845, Wien)

Äktenskap 1: (22 maj 1826, Eichstädt): Eugénie de Beauharnais, tyskt adelsnamn som dotterdotter till den bayerske kungen Maximilian I Joseph: Eugénie Hortense Auguste Napoléone Prinzessin von Leuchtenberg (* 23 december 1808, Milano; † 1 september 1847, Freudenstadt)

Morganatiskt äktenskap 2: (13 november 1850, Görlitz) Amalie Sophie Karoline Adelheid Gräfin von Rothenburg (* 13 juli 1832, Fürth vid Nürnberg; † 29 juli 1897, Wiesbaden)

Barn (ej ståndsmässiga):
- Friederike Wilhelmine Elisabeth Amalie Adelheid Gräfin von Rothenburg (* 13 februari 1852, Löwenberg; † 31 december 1914, Dresden)
- Friedrich Wilhelm Karl Graf von Rothenburg (* 19 februari 1856, Löwenberg; † 23 augusti 1912, Polnisch Nettkow, Schlesien)
- Wilhelm Friedrich Louis Gustav Graf von Rothenburg (* 16 november 1861, Schönbühl, Suisse (Svizzera, Schweiz); † 17 februari 1929, Dresden)

I och med Hechinger-grenens utslocknande kallade Karl Anton av Hohenzollern-Sigmaringen sig för Fürst von Hohenzollern – begränsningen till Sigmaringen ströks från titeln.